# Schirwani Gadschikurbanowitsch Muradow

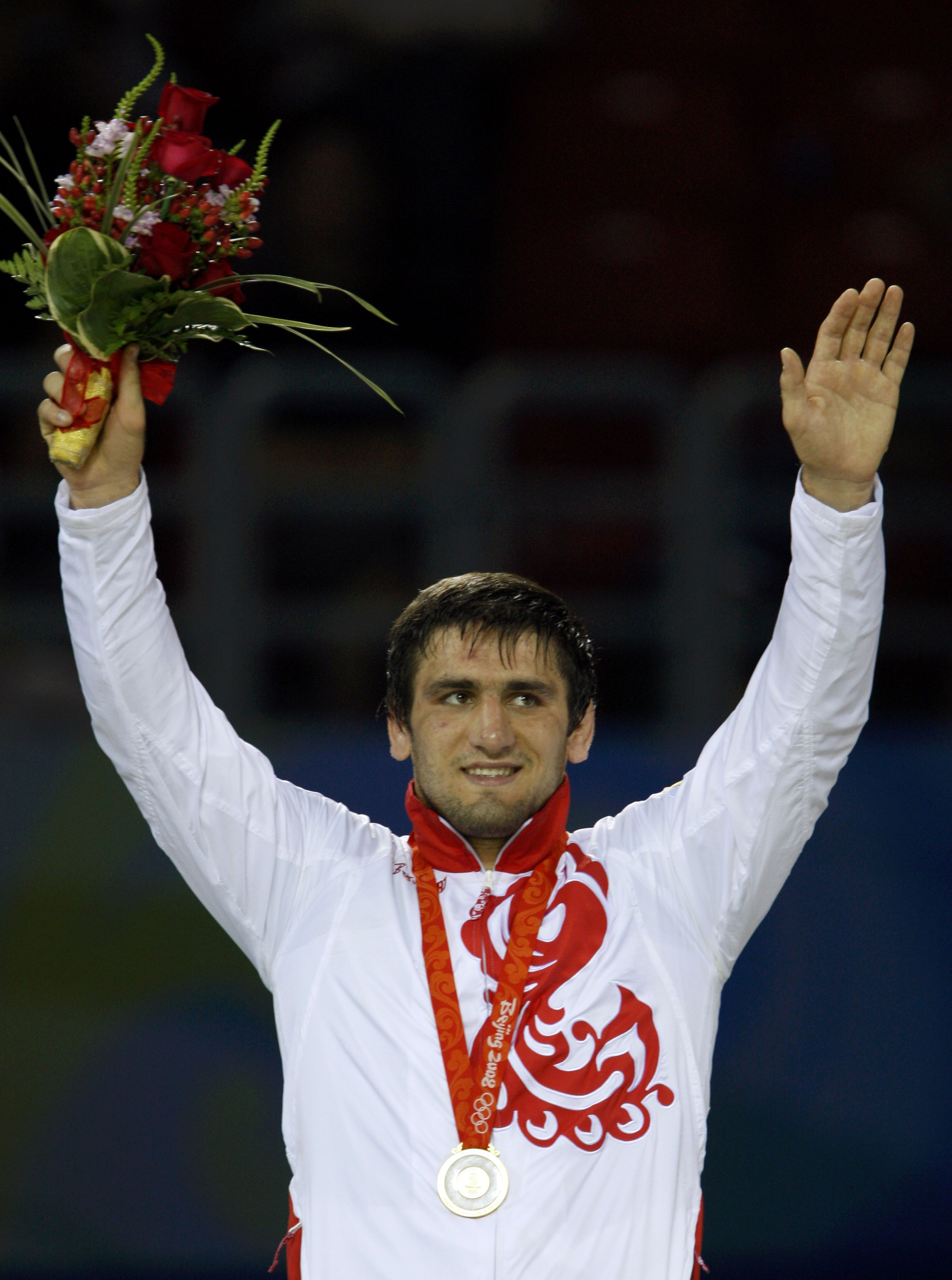
Schirwani Gadschikurbanowitsch Muradow, 2022

Schirwani Gadschikurbanowitsch Muradow (russisch Ширвани Гаджикурбанович Мурадов, lakisch Мурадхъал Ширвани; * 20. Juni 1985) ist ein russischer Ringer. Er war Europameister im freien Stil 2007 im Halbschwergewicht.

## Werdegang
Schirwani Muradow stammt aus Dagestan. Er ringt seit 1997 und gehört dem Sportclub Dinamo Machatschkala an. Der 1,81 m große Athlet wird von Trainer Iman Murza Aliew betreut. Er ringt nur im freien Stil.
Seit 2005 gehört er zur russischen Spitzenklasse der Freistilringer im Mittel- bzw. Halbschwergewicht.
Schon 2005 wurde er erstmals russischer Meister im Mittelgewicht (Klasse bis 84 kg Körpergewicht) vor Saschid Saschidow. Im gleichen Jahr startete er auch bei der Junioren-Europameisterschaft in Wrocław und gewann dort ungefährdet den Titel im Mittelgewicht vor Niklos Gaglidse aus Georgien, Stefan Gatsiew aus Belarus und Igor Sinitsin, Ukraine.
2006 stand Schirwani Muradow beim wichtigsten russischen Ringerturnier, dem Iwan-Yarigin-Turnier in Krasnojarsk im Mittelgewicht im Finale gegen Adam Saitijew und unterlag nur knapp mit 1:2 Runden. 2007 wechselte er in das Halbschwergewicht (Klasse bis 96 kg Körpergewicht). Er kam in dieser auf Anhieb zurecht. Im Frühjahr des Jahres 2007 gewann er zwei hochkarätige internationale Turniere. Zunächst wieder das Iwan-Yarigin-Turnier und dann kurz darauf auch das Yasar-Dogu-Turnier in Ankara. Außerdem wurde er russischer Meister vor Olympiasieger Chadschimurad Gazalow.
Der wichtigste Start für ihn war 2007 der bei der Europameisterschaft in Sofia. Er stellte sich dort in hervorragender Form vor und wurde mit fünf Siegen in überlegenem Stil Europameister. Bei der Weltmeisterschaft des Jahres 2007 erhielt er erfahrenere Chadschimurad Gazalow den Vorzug vor Schirwani Muradow.
Im Jahre 2008 siegte Schirwani Muradow im Finale des Iwan-Yarigin-Turnieres in Krasnojarsk im Halbschwergewicht über Chadschimurad Gazalow nach Punkten, gegen den er am 6. Juni 2008 in Sankt Petersburg auch im Finale der russischen Meisterschaft gewann (0:1, 4:2 u. 1:0). Er erkämpfte sich damit im russischen Ringerverband die Fahrkarte für die Olympischen Spiele in Peking.
Bei den Olympischen Spielen in Peking gewann Schirwani Muradow über Georgi Tibilow, Ukraine, Hakan Koc, Türkei, Chetag Gasjumow, Aserbaidschan u. Taimuras Tigijew, Kasachstan und wurde damit Olympiasieger.
Nachdem Schirwani Muradow einige Jahre lang nicht mehr voll trainierte, versuchte er im Hinblick auf die Olympischen Spiele 2012 bei der russischen Meisterschaft 2011 ein Comeback. Er verlor aber schon in der Vorrunde gegen Chadschimurad Gazalow und konnte sich dadurch nicht im Vorderfeld dieser Meisterschaft platzieren.

## Internationale Erfolge
(OS = Olympische Spiele, EM = Europameisterschaft, alle Wettbewerbe im freien Stil, Mittelgewicht bis 84 kg Körpergewicht (KG), Halbschwergewicht 96 kg KG)
| Jahr | Platz | Wettbewerb                            | Gewichtsklasse | |
| 2005 | 1.    | Junioren-EM in Wrocław                | Mittel         | vor Nikolos Gaglidse, Georgien, Stefan Gatsiew, Belarus u. Igor Sinitskin, Ukraine                                                                            |
| 2006 | 2.    | "Iwan-Yarigin"-Turnier in Krasnojarsk | Mittel         | hinter Adam Saitijew, Russland u. vor Georgi Ketojew u. Naurus Srapilowitsch Temresow, alle Russland                                                          |
| 2007 | 1.    | "Iwan-Yarigin"-Turnier in Krasnojarsk | Halbschwer     | vor Chetag Gasjumow, Maksim Arschmaschow u. Tochtar Temresow, alle Russland                                                                                   |
| 2007 | 1.    | "Yasar-Dogu"-Turnier in Ankara        | Halbschwer     | vor Yasin Kilic, Türkei, Nurschan Katajew u. Abay Kargabow, bde. Kasachstan                                                                                   |
| 2007 | 1.    | EM in Sofia                           | Halbschwer     | mit Siegen über Ruslan Schejchau, Belarus, Marcel Mihei Stroia, Rumänien, Gergely Kiss, Ungarn, Georgi Gogschelidse, Georgien u. Dimitar Kumtschew, Bulgarien |
| 2008 | 1.    | "Iwan-Yarigin"-Turnier in Krasnojarsk | Halbschwer     | vor Chadschimurad Gazalow u. Ibragim Saidow, bde. Russland u. Daumit Schokbanvaj, Kasachstan                                                                  |
| 2008 | Gold  | OS in Peking                          | Halbschwer     | mit Siegen über Georgi Tibilow, Ukraine, Hakan Koc, Türkei, Chetag Gasjumow, Aserbaidschan u. Taimuraz Tigijew, Kasachstan                                    |

## Länderkämpfe
- 2008 in Wladikawkas, Russland gegen USA (World Cup), F, Hs, Punktsieger über Mo Lawal,
- 2008 in Wladikawkas, Russland gegen Ukraine (World Cup), F, Hs, Punktsieger über Georgi Tibilow,
- 2008 in Wladikawkas, Russland gegen Kuba (World Cup), F, Hs, Punktsieger über Miguel Bautista

## Russische Meisterschaften
- 2005, 1. Platz, F, Mi, vor Sadschid Sadschidow,
- 2007, 1. Platz, F, Hs, vor Chadschimurad Gazalow,
- 2008, 1. Platz, F, Hs, vor Chadschimurad Gazalow